# Bredemeyera moritziana
Bredemeyera moritziana là một loài thực vật có hoa trong họ Polygalaceae. Loài này được Klotzsch ex Hassk. mô tả khoa học đầu tiên năm 1864.